# Bernhard Oelreich
Bernhard Oelreich, född 5 april 1626 i Itzehoe, död 30 mars 1686 i Bremen, var superintendent i den då svenska provinsen Bremen-Verden 1672–1686. Oelreich var son till köpmannen Johann Oelreich i Hamburg och hans hustru Ilsabe von Essen.
Efter skolgång i hemstaden Hamburg kom han till Köpenhamn omkring 1640 och skrevs in vid universitetet där 11 juni 1642, vid universitetet i Rostock 1644 och mag. där 1646, magister vid universitetet i Köpenhamn 26 maj 1647, lärare i grekiska vid Sorø akademi i Danmark, 1648-49, studerade vid flera universitetet i Europa, prästvigd till kyrkoherde i Norra Åsum och Skepparslöv 2 augusti 1651, deltog i riksdagen 1664, hovpredikant 15 september 1664, teologie doktor vid universitetet i Greifswald 15 april 1665, förste teologie professor vid det planerade Lunds universitet och assessor i Lunds konsistorium 20 december 1665, prost och ledamot av Lunds domkapitel 1666, prokansler vid Lunds universitet 24 december 1666, prebendekyrkoherde i Stävie och Lackalänga 1668, pastor primarius i Bremen med superintendents titel från 15 mars 1672.
Han föddes i Itzehoe i Holstein under en resa som hans föräldrar gjorde för att besöka släktingar som bodde där. Som student i Köpenhamn hade han möjlighet att få predika i en tysk församling där. Under ännu en bildningsresa till Holland påbörjad 1649 besökte han universiteten i Leiden, Utrecht, Groningen och Franeker. Väl tillbaka i Danmark blev han 1651 kallad till kyrkoherde i Norra Åsum och vid Skånes övergång till Sverige 1658 blev han följaktligen svensk undersåte. Han kom efter några år att hamna i gunst hos den svenska styrelsen och blev invald i olika styrande kyrkliga organ, sannolikt för att motväga dem bland prästerskapet som ansågs vara dansksinnade, inte minst biskopen i Lund Peder Winstrup vilken vid denna tid var starkt ifrågasatt av den svenska regeringen.
Den kanske största triumfen för Oelreichs del var när han julaftonen 1666 blev utsedd till Lunds universitets förste prokansler tvärtemot statuterna, vilka stadgade att denna honorärtitel skulle vara vigd åt den person som var biskop i Lund. I olika biografier kan man utläsa hur Winstrup och Oelreich blev bittra fiender, vilka med alla medel försökte utmanövrera och skymfa varandra. Dessa fientligheter kom att påverka verksamheten både vid domkapitlet och på universitetet, ända tills Oelreich fick kallelse som kyrkoherde till Dom St. Petri zu Bremen. Om hans gärningar där vet man mycket litet, mer än att han genom den organisatoriska belastning hans ställning innebar, med åren blev en av sjuklighet bruten man och var redan sängliggande vid sonen Johans besök i Bremen i september 1684. Han gravsattes i S:t Petrikyrkan 13 april 1686.
Som ett kuriosum kan nämnas att Oelreich hösten 1670 tillsammans med sonen Johan gjorde en resa till Kopparbergs län för att undersöka trolldomsväsendet. Trots sina långa studier, sina bildningsresor och sin doktorstitel har Oelreich inte efterlämnat sig särskilt många skrifter, utan hans främsta talanger torde ha legat i hans organisatoriska förmåga, vilken de svenska myndigheterna drog nytta av genom att installera honom på poster där det rådde turbulens och det krävdes dels skickligt ledarskap och dels lojalitet gentemot den svenska maktapparaten. En porträttmålning av honom som prokansler finns bevarad i samlingarna på Universitetsbiblioteket i Lund.

## Familj
Bernhard Oelreich var gift två gånger. Första gången den 19 juni 1652 med Elisabeth (död 1658), dotter till professorn Johann Lauremberg vid universitetet i Rostock och Sorø akademi och hans hustru Maria Lilie. Inom detta äktenskap föddes 3 söner och en dotter av vilka man känner till:
- Bernhard Oelreich, kyrkoherde i Imsum[4] i tyska Niedersachsen
- Johan Oelreich (1653–1700), kyrkoherde i Norra Åsum. Gift i tur och ordning med kyrkoherdedottern Karna Sörensdotter (död 1689) och borgmästaredottern Lycka Andersdotter Rogge (död 1722)

Sitt andra äktenskap ingick han 22 februari 1660 med Maria (1636–1688), dotter till Skånes provinsialläkare och kaniken Nikolaus Fossius (Foss) i Lund och hans hustru Catharina Matsdotter, i vilket det föddes fem barn:
- Maria Elisabeth Oelreich (död vid ett års ålder)
- Nikolaus (Nils) Oelreich (död 1698), auditör vid Södra skånska kavalleriregementet och vice lagman i Skåne. Gift med kyrkoherdedottern Cecilia Wandalin (död 1736) och stamfar för den adliga ätten von Oelriech
- Catharina Oelreich (död 1718), gift i tur och ordning med kyrkoherdarna Johan Ingelotz (död 1686 och stamfar för den adliga ätten Ingelotz), Mattias Ekelund (1658–1693) och Johannes Sundius (1662–1701)
- Christian Albert (Albrekt) Oelreich (känd endast till namnet)
- Maria Oelreich (1671–1725), gift med kyrkoherden Johannes Gumælius (1669–1741)